# Kikumoto Yuki
Yuki Kikumoto (sinh ngày 10 tháng 7 năm 1993) là một cầu thủ bóng đá người Nhật Bản.

## Sự nghiệp câu lạc bộ
Yuki Kikumoto đã từng chơi cho Renofa Yamaguchi FC và Briobecca Urayasu.